# Towa Ōshima
Towa Ōshima (jap. 大島 永遠 Ōshima Towa; ur. 2 lutego 1979 w Tokio) - japońska mangaka. 
Jej najlepszą mangą jest High School Girls, nakręconą jako anime pod tytułem Girl's High. Manga ta obecnie (2007) emitowana jest w Japonii. Jej ojciec, Yasuichi Ōshima, był także znanym mangaką. 

## Prace
- High School Girls – opublikowana w języku ang. przez DrMaster.

- メルカノ。 (merukano) – opublikowana w Japonii przez Monthly Sunday Gene-X Magazine

- 同棲レシピ (dōsei reshipi) – opublikowana w Japonii przez Square Enix's Bi-Weekly Young Gangan Magazine.